# Chlebovník vonný
Chlebovník vonný (Artocarpus odoratissimus) nebo Marang, Madang, Atau, Tarap, Terap je vždyzelený, až 25 metrů vysoký strom patřící do rodu chlebovník a čeledi morušovníkovité (Moraceae). Roste na Borneu a Filipínách.